# 仙境傳說2：世界之門
仙境傳說Online 2：世界之門（韓文：라그나로크 온라인 2: 세계의 문；或副標題為《光之史詩》/ 英語：Ragnarok Online 2: The Gate of the World）是一款由韓國Gravity Corp. 製作的大型多人線上角色扮演遊戲（MMORPG），為知名MMORPG「仙境傳說」的續作。遊戲的大部分宇宙都是基於北歐神話。 2006年進入內測階段，並持續到2010年在韓國進行公測，由於最初的反響不佳，該遊戲經歷了多次返工。整個遊戲於2010年被放棄，兩年後發布了新版本《仙境傳說Online 2：Legend of the Second》。新版《仙境傳說 Online 2》回歸了原版《仙境傳說 Online》的系統和機制，同時保留了3D引擎。

## 外部連結
- Korean Ragnarok 2 site （页面存档备份，存于）
- Japanese Ragnarok 2 site （页面存档备份，存于）
- Thailand Ragnarok 2 site